# گسل مارون
گسل مارون در پهنه زاگرس چین‌خورده و در شمال‌غربی گسل آغاجاری قرار دارد. طول این گسل حدود ۵۰ کیلومتر است و راستای شمال‌غربی – جنوب‌شرقی دارد. سازوکار گسل مارون از نوع راندگی است که در اثر عملکرد آن، تاقدیس مارون به روی دشت مجاور رانده شده‌است.